# Jindřichov (ort i Tjeckien, Olomouc)
Jindřichov är en ort i Tjeckien.   Den ligger i regionen Olomouc, i den östra delen av landet, 240 km öster om huvudstaden Prag. Jindřichov ligger 460 meter över havet och antalet invånare är 475.
Terrängen runt Jindřichov är kuperad österut, men västerut är den platt. Runt Jindřichov är det ganska tätbefolkat, med 207 invånare per kvadratkilometer. Närmaste större samhälle är Nový Jičín, 19,6 km öster om Jindřichov. Trakten runt Jindřichov består till största delen av jordbruksmark.